# Great Bromley
Great Bromley – wieś w Anglii, w hrabstwie Essex, w dystrykcie Tendring. Leży 42 km na północny wschód od miasta Chelmsford i 91 km na północny wschód od Londynu.